# Гафуров, Рашид Абдулбекович
Рашид Абдулбекович Гафуров (26 сентября 1977, Узбекская ССР) — узбекский футболист, полузащитник, тренер. Выступал за сборную Узбекистана.
Воспитанник ДЮСШ в городе Ташкенте. Начинал свою карьеру в ташкентском клубе первой лиги «Чиланзар» в 1995 году. В ходе сезона 1997 года перешёл в Наманганский «Навбахор». В составе «Навбахора» Гафуров стал неоднократным бронзовым призёром чемпионата. С 2007 года играл за ташкентский «Курувчи»/«Бунёдкор».
Гафуров в 1998—2002 годах выступал за сборную Узбекистана по футболу. Провёл в сборной страны 13 матчей и забил один гол.

## Достижения
- Чемпион Узбекистана: 2008
- Серебряный призёр чемпионата Узбекистана: 2007
- Бронзовый призёр чемпионата Узбекистана (5): 1997, 1998, 1999, 2003, 2004
- Обладатель Кубка Узбекистана: 1998, 2008
- Финалист Кубка Узбекистана: 2007